# 埃尔·塔里国际机场
埃尔·塔里国际机场是印度尼西亚东努沙登加拉省古邦的一座机场，机场以1966至1978年间东努沙登加拉省的省长埃尔·塔里为名。2004年，机场的ICAO代码从WRKK改为WATT。机场曾经有飞往帝力和达尔文的国际航线，由于印度尼西亚国家军在东帝汶侵犯人权的作为，此航线已在1990年代关闭。古邦至帝力的航线正在规划中，可能在不久的将来复航，由印尼狮子航空执飞。

## 构造
机场建筑于2017年8月开始扩建，将分为两层，下层为到达区，上层为候机区，以自动扶梯相连。

## 航空公司和目的地
| 航空公司                                      | 目的地                                                                                       |
| --------------------------------------------- | -------------------------------------------------------------------------------------------- |
| 巴泽航空                                      | 雅加达-哈利姆、雅加达-苏哈                                                                   |
| 连城航空                                      | 泗水                                                                                         |
| 加鲁达印尼航空                                | 登巴萨、雅加达-苏哈、泗水                                                                    |
| 加鲁达印尼航空 由探索航空和探索喷射机航空运营 | 登巴萨、英德、雅加达-苏哈、拉布汉巴焦、坦波拉卡                                              |
| 印尼狮子航空                                  | 登巴萨、雅加达-苏哈、泗水                                                                    |
| 楠航空                                        | 登巴萨、瓦英阿普、毛梅雷、坦波拉卡                                                           |
| 楠航空 由翎亞航空运营                         | 阿洛、英德、鲁滕、巴贾瓦、勒沃莱巴、拉兰图卡                                                 |
| 三佛齐航空                                    | 雅加达-苏哈、泗水                                                                            |
| 苏西航空                                      | 勒沃莱巴、萨武                                                                               |
| 翎亞航空                                      | 巴贾瓦、登巴萨、拉兰图卡、拉布汉巴焦、勒沃莱巴、毛梅雷、罗地、鲁滕、瓦英阿普                 |
| 风翼航空                                      | 阿洛、阿坦布阿、巴贾瓦、登巴萨、英德、拉兰图卡、拉布汉巴焦、毛梅雷、罗地、坦波拉卡、瓦英阿普 |

## 事故和事件
- 2009年11月27日，巴达维亚航空711航班一架波音737-400在起落架发现问题后紧急着陆[7]。
- 209年12月2日，鸽记航空（英语：Merpati Nusantara Airlines）一架福克100PK-MJD在左起落架故障时紧急降落，事故没有人员伤亡[7]。
- 2013年6月10日，鸽记航空（英语：Merpati Nusantara Airlines）6517号航班一架新舟60在跑道重着陆，因而遭到结构性损坏，机体受损。事故没有造成人员死亡，但是导致25人受伤，机长本人也受到重伤。印尼交通运输安全委员会（英语：National Transportation Safety Committee）的调查发现飞行员将油门松开导致飞机失速是事故的主因，这是鸽记航空经营的新舟60发生的第二次损坏事故。[8]
- 2015年12月21日，一架KAL星空航空E-195PK-KDC在古邦机场冲出跑道[9][10]。

## 资料来源
1. ↑  世界航空数据库中的WATT机场数据，数据截止日期：2006年10月。
2. ↑  Kupang-Eltari Airport profile （页面存档备份，存于） at Aviation Safety Network
3. ↑  Suara.com. .   [2017-11-02]. （原始内容存档于2019-11-29）.
4. ↑  Kamis. . CNN Indonesia. CNN. 2017-08-31  [2017-11-02]. （原始内容存档于2020-03-20） （印度尼西亚语）.
5. ↑  .   [2017-11-02]. （原始内容存档于2016-02-05）.
6. ↑  . indo-aviation.com.   [2017-11-02]. （原始内容存档于2016-05-22）.
7. 1 2  . Bernama.   [2009-12-04]. （原始内容存档于2011-06-03）.
8. ↑  . 2013-06-10  [2017-11-02]. （原始内容存档于2013-06-13）.
9. ↑  . avherald.com.
10. ↑  . 2013-12-21.